# Grande Prêmio da Itália de 1989
Resultados do Grande Prêmio da Itália de Fórmula 1 realizado em Monza em 10 de setembro de 1989. Décima segunda etapa do campeonato, foi vencido pelo francês Alain Prost, da McLaren-Honda, com Gerhard Berger em segundo lugar pela Ferrari e Thierry Boutsen em terceiro lugar pela Williams-Renault.

## Resumo

### Alain Prost na Ferrari em 1990
Sete das dez temporadas de Alain Prost na Fórmula 1 ocorreram ao volante de um carro da McLaren, razão pela qual o anúncio feito por ele em julho de que deixaria a equipe ao final de 1989 causou uma torrente de especulações sobre o seu futuro, as quais foram condensadas em dois destinos possíveis: Williams ou Ferrari. No primeiro caso, o vetusto piloto francês substituiria Riccardo Patrese e teria o apoio da Renault, cujos motores impulsionam os carros de Frank Williams, em dupla com Thierry Boutsen, mas uma questão de patrocínio teria impedido o acerto, pois a British American Tobacco, dona dos cigarros Barclay, não vincularia suas marcas a um piloto associado à concorrência, no caso a Philip Morris, estampada nos carros de McLaren e Ferrari através da Marlboro.
Alain Prost assinou o contrato com a Ferrari para 1990 na sede da Philip Morris em Lugano, na Suíça, e foi anunciado como piloto do time vermelho na quarta-feira anterior ao Grande Prêmio da Itália, tornando-se o sexto piloto francês a correr pela equipe italiana, somando-se a Maurice Trintignant e Jean Behra, além de contemporâneos como Didier Pironi, Patrick Tambay e René Arnoux. Tal fato sacramenta a permanência de Nigel Mansell em Maranello e o nome de Gerhard Berger como piloto da McLaren para o ano que vem, embora não tenha sido esta a única movimentação no mercado de pilotos.

### Nelson Piquet na Benetton
Dois dias antes do anúncio sobre Alain Prost, foi a Benetton quem definiu seus pilotos para 1990 ao contratar o tricampeão Nelson Piquet para fazer dupla com o italiano Alessandro Nanini, encerrando dois anos frustrantes com a Lotus, que na última hora prometeu ao tricampeão motores da General Motors pata mantê-lo no time de Colin Chapman, mas o brasileiro não parecia disposto a liderar mais uma equipe no desenvolvimento de seu novo motor, como fez na transição dos propulsores aspirados da Ford para os turbos da BMW nos tempos da Brabham. Além disso, correr na equipe das cores unidas permitiria trabalhar com John Barnard e o livraria de um ambiente conflagrado similar ao vivido na Williams, quando dividia os boxes com Nigel Mansell. "Nanini é o mais veloz dos pilotos italianos além de sermos bons amigos", ressaltou Piquet.

### Warwick e Donnelly na Lotus
Premida pelas circunstâncias, a Lotus revelou os nomes de Derek Warwick e Martin Donnelly como titulares para 1990 e apregoou a Lamborghini como fornecedora de motores. Nenhum dos pilotos desconhece o ambiente em Hethel, pois Warwick testou um Lotus 97T em Brands Hatch em outubro de 1985. Naquele momento, a Lotus buscava um substituto para Elio de Angelis e o britânico não dispunha de vaga para o ano seguinte após a Renault anunciar o fim de suas atividades como equipe. O bom desempenho de Warwick no teste garantiu-lhe um contrato assinado para 1986, mas não impediu Ayrton Senna de vetar seu nome enquanto sugeria o de Maurício Gugelmin, preterido em favor de Johnny Dumfries por força da Imperial Brands, dona dos cigarros John Player Special. Quanto a Martin Donnelly, ele é o atual piloto de testes da Lotus.

### Muitos italianos no grid
Os tifosi viveram um dia de sonho na sexta-feira quando Gerhard Berger e Nigel Mansell fizeram os melhores tempos, deixando para trás Ayrton Senna, Alain Prost, Thierry Boutsen e Riccardo Patrese, pilotos da McLaren e da Williams, respectivamente. Neste grid tão simétrico, o melhor dentre os outros competidores foi Philippe Alliot em sua Lola, posicionado logo à frente da Benetton de Alessandro Nanini, enquanto Nelson Piquet, maior vencedor do Grande Prêmio da Itália, não foi além do décimo segundo lugar com a Lotus. Na manhã do dia seguinte, uma chuva caiu em Monza, subtraindo dos pilotos uma fração do tempo necessário para ajustar os carros visando a sessão vespertina. Nela foi a McLaren de Ayrton Senna quem assinalou o melhor tempo, assegurando mais uma pole para a sua coleção, deixando Gerhard Berger e Nigel Mansell atrás de si, para desencanto da Ferrari. Da quarta à oitava posição, mantiveram-se os resultados do dia anterior, restando a Emanuele Pirro e Jean Alesi a quinta fila, com a Lotus de Nelson Piquet e a Brabham de Martin Brundle vindo a seguir.
Insatisfeito com os quase dois segundos de diferença em relação ao companheiro de equipe, Alain Prost derramou-se em lamúrias contra a sua equipe e a fornecedora de motores, ainda que não as citasse nominalmente: "É tempo de deixar as coisas claras. É impossível trabalhar com tamanha diferença de tratamento. Se quiserem, para de correr imediatamente. Não aceito ser brinquedo nas mãos de ninguém", bradou o francês antes de continuar. "O carro estava ruim, o motor estava ruim. Numa volta o carro parecia melhor, na outra não. Simplesmente não sei o que dizer aos meus técnicos. Com essas condições, não quero ir ao Japão e Austrália". Embora Ron Dennis negasse qualquer favorecimento a Senna, a melhor resposta aos vitupérios de Prost foi dada por Osamu Goto, o homem forte da Honda. "O departamento de testes provou que a potência dos motores postos à disposição dos pilotos era a mesma. A diferença se faz notar novamente na maneira de dirigir. Não compreendemos as queixas de Prost. As análises provaram que a potência dos motores era a mesma em linha reta, mas o francês perdia tempo nas curvas. Senna saia 24 km/h mais rápido que ele nas curvas".
Torcedores incondicionais da Ferrari, os italianos contam com outras equipes no grid e terão nove compatriotas entre os pilotos habilitados à corrida, além de Alain Prost, cujo futuro vínculo com o time de Maranello para 1990 o fez cair nas graças do público e para ele o ideal seria repetir as vitórias de 1981 e 1985. A Ferrari, por outro lado, lutará por uma vitória inédita de Nigel Mansell ou para que Gerhard Berger repita o triunfo do ano passado. Quanto a Ayrton Senna, o domingo será mais uma oportunidade para encerrar o folclore segundo o qual ele carrega uma "maldição", um infortúnio que o impede de vencer em Monza, vide o erro bisonho cometido quando perdeu a liderança ao bater na Williams do retardatário Jean-Louis Schlesser em 1988, a duas voltas para o fim da corrida.

### Corrida
Ao contrário das corridas anteriores em território italiano, Senna não era mais aplaudido e sim Prost, que vinha depois da dupla da Ferrari na preferência dos 150 mil torcedores presentes no autódromo. A rejeição ao brasileiro estava no fato da contratação do francês pela Ferrari para 1990, anunciada na véspera do grande prêmio. Por isso é que Monza foi ao delírio quando o motor de Ayrton Senna estourou na 44ª volta, a nove da final, quando era líder destacado.
Os italianos sonhavam com a repetição da vitória de Gerhard Berger do ano anterior, mas contentaram-se com o triunfo de Alain Prost, numa espécie de vingança contra Senna, que não aceitou ir para a Ferrari.
Graças ao resultado, a McLaren sagrou-se campeã mundial de construtores.

## Classificação

### Pré-qualificação
| Pos. | Nº | Piloto             | Construtor       | Tempo    | Diferença |
| ---- | -- | ------------------ | ---------------- | -------- | --------- |
| 1    | 30 | Philippe Alliot    | Lola-Lamborghini | 1:26.623 | —         |
| 2    | 29 | Michele Alboreto   | Lola-Lamborghini | 1:27.829 | + 1.206   |
| 3    | 17 | Nicola Larini      | Osella-Ford      | 1:27.980 | + 1.357   |
| 4    | 37 | Bertrand Gachot    | Onyx-Ford        | 1:28.344 | + 1.721   |
| 5    | 36 | Stefan Johansson   | Onyx-Ford        | 1:28.588 | + 1.965   |
| 6    | 40 | Gabriele Tarquini  | AGS-Ford         | 1:28.813 | + 2.190   |
| 7    | 31 | Roberto Moreno     | Coloni-Ford      | 1:28.864 | + 2.241   |
| 8    | 18 | Piercarlo Ghinzani | Osella-Ford      | 1:28.884 | + 2.261   |
| 9    | 34 | Bernd Schneider    | Zakspeed-Yamaha  | 1:29.472 | + 2.849   |
| 10   | 35 | Aguri Suzuki       | Zakspeed-Yamaha  | 1:30.085 | + 3.462   |
| 11   | 33 | Oscar Larrauri     | EuroBrun-Judd    | 1:30.089 | + 3.466   |
| 12   | 41 | Yannick Dalmas     | AGS-Ford         | 1:30.882 | + 4.259   |
| 13   | 32 | Enrico Bertaggia   | Coloni-Ford      | 1:31.606 | + 4.983   |

### Treinos classificatórios
| Pos.    | N.º | Piloto                | Construtor       | Q1         | Q2         | Grid     |
| ------- | --- | --------------------- | ---------------- | ---------- | ---------- | -------- |
| 1       | 1   | Ayrton Senna          | McLaren-Honda    | 1:25.021   | 1:23.720   | —        |
| 2       | 28  | Gerhard Berger        | Ferrari          | 1:24.734   | 1:24.998   | + 1.014  |
| 3       | 27  | Nigel Mansell         | Ferrari          | 1:24.739   | 1:24.979   | + 1.019  |
| 4       | 2   | Alain Prost           | McLaren-Honda    | 1:25.872   | 1:25.510   | + 1.790  |
| 5       | 6   | Riccardo Patrese      | Williams-Renault | 1:26.195   | 1:25.545   | + 1.825  |
| 6       | 5   | Thierry Boutsen       | Williams-Renault | 1:26.155   | 1:26.392   | + 2.435  |
| 7       | 30  | Philippe Alliot       | Lola-Lamborghini | 1:27.118   | 1:26.985   | + 3.265  |
| 8       | 19  | Alessandro Nannini    | Benetton-Ford    | 1:27.162   | 1:27.052   | + 3.332  |
| 9       | 20  | Emanuele Pirro        | Benetton-Ford    | 1:28.367   | 1:27.397   | + 3.677  |
| EXC     | 8   | Stefano Modena        | Brabham-Judd     | 1:28.377   | [ nota 3 ] | —        |
| 10      | 4   | Jean Alesi            | Tyrrell-Ford     | [ nota 4 ] | 1:27.399   | + 3.679  |
| 11      | 11  | Nelson Piquet         | Lotus-Judd       | 1:28.135   | 1:27.508   | + 3.788  |
| 12      | 7   | Martin Brundle        | Brabham-Judd     | 1:27.627   | 1:27.637   | + 3.907  |
| 13      | 29  | Michele Alboreto      | Lola-Lamborghini | 1:28.586   | 1:27.803   | + 4.083  |
| 14      | 3   | Jonathan Palmer       | Tyrrell-Ford     | 1:29.187   | 1:27.822   | + 4.102  |
| 15      | 23  | Pierluigi Martini     | Minardi-Ford     | 1:28.397   | 1:27.923   | + 4.203  |
| 16      | 9   | Derek Warwick         | Arrows-Ford      | 1:28.092   | 1:29.031   | + 4.372  |
| 17      | 22  | Andrea de Cesaris     | Dallara-Ford     | 1:28.129   | 1:28.180   | + 4.472  |
| 18      | 16  | Ivan Capelli          | March-Judd       | 1:31.969   | 1:28.430   | + 4.710  |
| 19      | 12  | Satoru Nakajima       | Lotus-Judd       | 1:28.769   | 1:28.441   | + 4.721  |
| 20      | 21  | Alex Caffi            | Dallara-Ford     | 1:28.596   | 1:28.708   | + 4.876  |
| 21      | 26  | Olivier Grouillard    | Ligier-Ford      | 1:28.669   | 1:29.537   | + 4.949  |
| 22      | 37  | Bertrand Gachot       | Onyx-Ford        | 1:28.684   | 1:29.058   | + 4.964  |
| 23      | 25  | René Arnoux           | Ligier-Ford      | 1:28.685   | 1:28.843   | + 4.965  |
| 24      | 17  | Nicola Larini         | Osella-Ford      | 1:29.265   | 1:28.773   | + 5.053  |
| 25      | 15  | Maurício Gugelmin     | March-Judd       | 1:29.192   | 1:28.923   | + 5.203  |
| 26      | 24  | Luis Pérez-Sala       | Minardi-Ford     | 1:29.592   | 1:29.293   | + 5.573  |
| 27      | 10  | Eddie Cheever         | Arrows-Ford      | 1:29.884   | 1:29.554   | + 5.834  |
| 28      | 38  | Christian Danner      | Rial-Ford        | 1:32.074   | 1:31.830   | + 8.110  |
| 29      | 39  | Pierre-Henri Raphanel | Rial-Ford        | [ nota 4 ] | 1:36.295   | + 12.575 |
| Fontes: |     |                       |                  |            |            |          |

### Corrida
| Pos.    | N.º | Piloto                | Construtor       | Voltas | Tempo/Diferença        | Grid | Pontos |
| ------- | --- | --------------------- | ---------------- | ------ | ---------------------- | ---- | ------ |
| 1       | 2   | Alain Prost           | McLaren-Honda    | 53     | 1:19:27.550            | 4    | 9      |
| 2       | 28  | Gerhard Berger        | Ferrari          | 53     | + 7.326                | 2    | 6      |
| 3       | 5   | Thierry Boutsen       | Williams-Renault | 53     | + 14.975               | 6    | 4      |
| 4       | 6   | Riccardo Patrese      | Williams-Renault | 53     | + 38.722               | 5    | 3      |
| 5       | 4   | Jean Alesi            | Tyrrell-Ford     | 52     | + 1 volta              | 10   | 2      |
| 6       | 7   | Martin Brundle        | Brabham-Judd     | 52     | + 1 volta              | 12   | 1      |
| 7       | 23  | Pierluigi Martini     | Minardi-Ford     | 52     | + 1 volta              | 15   |        |
| 8       | 24  | Luis Pérez-Sala       | Minardi-Ford     | 51     | + 2 voltas             | 26   |        |
| 9       | 25  | René Arnoux           | Ligier-Ford      | 51     | + 2 voltas             | 23   |        |
| 10      | 12  | Satoru Nakajima       | Lotus-Judd       | 51     | Suspensão              | 19   |        |
| 11      | 21  | Alex Caffi            | Dallara-Ford     | 47     | Motor                  | 20   |        |
| Ret     | 22  | Andrea de Cesaris     | Dallara-Ford     | 45     | Motor                  | 17   |        |
| Ret     | 1   | Ayrton Senna          | McLaren-Honda    | 44     | Motor                  | 1    |        |
| Ret     | 27  | Nigel Mansell         | Ferrari          | 41     | Câmbio                 | 3    |        |
| Ret     | 37  | Bertrand Gachot       | Onyx-Ford        | 38     | Radiador               | 22   |        |
| Ret     | 19  | Alessandro Nannini    | Benetton-Ford    | 33     | Freios                 | 8    |        |
| Ret     | 16  | Ivan Capelli          | March-Judd       | 30     | Motor                  | 18   |        |
| Ret     | 26  | Olivier Grouillard    | Ligier-Ford      | 30     | Exaustor               | 21   |        |
| Ret     | 11  | Nelson Piquet         | Lotus-Judd       | 23     | Spun Off               | 11   |        |
| Ret     | 3   | Jonathan Palmer       | Tyrrell-Ford     | 18     | Motor                  | 14   |        |
| Ret     | 9   | Derek Warwick         | Arrows-Ford      | 18     | Sistema de combustível | 16   |        |
| Ret     | 17  | Nicola Larini         | Osella-Ford      | 16     | Câmbio                 | 24   |        |
| Ret     | 29  | Michele Alboreto      | Lola-Lamborghini | 14     | Pane elétrica          | 13   |        |
| Ret     | 15  | Mauricio Gugelmin     | March-Judd       | 14     | Regulador              | 25   |        |
| Ret     | 30  | Philippe Alliot       | Lola-Lamborghini | 1      | Spun Off               | 7    |        |
| Ret     | 20  | Emanuele Pirro        | Benetton-Ford    | 0      | Transmissão            | 9    |        |
| DNQ     | 8   | Stefano Modena        | Brabham-Judd     |        |                        |      |        |
| DNQ     | 10  | Eddie Cheever         | Arrows-Ford      |        |                        |      |        |
| DNQ     | 38  | Christian Danner      | Rial-Ford        |        |                        |      |        |
| DNQ     | 39  | Pierre-Henri Raphanel | Rial-Ford        |        |                        |      |        |
| DNPQ    | 36  | Stefan Johansson      | Onyx-Ford        |        |                        |      |        |
| DNPQ    | 40  | Gabriele Tarquini     | AGS-Ford         |        |                        |      |        |
| DNPQ    | 31  | Roberto Moreno        | Coloni-Ford      |        |                        |      |        |
| DNPQ    | 18  | Piercarlo Ghinzani    | Osella-Ford      |        |                        |      |        |
| DNPQ    | 34  | Bernd Schneider       | Zakspeed-Yamaha  |        |                        |      |        |
| DNPQ    | 35  | Aguri Suzuki          | Zakspeed-Yamaha  |        |                        |      |        |
| DNPQ    | 33  | Oscar Larrauri        | EuroBrun-Judd    |        |                        |      |        |
| DNPQ    | 41  | Yannick Dalmas        | AGS-Ford         |        |                        |      |        |
| DNPQ    | 32  | Enrico Bertaggia      | Coloni-Ford      |        |                        |      |        |
| Fontes: |     |                       |                  |        |                        |      |        |

## Tabela do campeonato após a corrida
| Pos.    | Piloto           | Pontos |
| ------- | ---------------- | ------ |
| 1       | Alain Prost      | 71     |
| 2       | Ayrton Senna     | 51     |
| 3       | Nigel Mansell    | 38     |
| 4       | Riccardo Patrese | 28     |
| 5       | Thierry Boutsen  | 24     |
| Fontes: |                  |        |

| Pos.    | Construtor       | Pontos |
| ------- | ---------------- | ------ |
| 1       | McLaren-Honda    | 122    |
| 2       | Williams-Renault | 52     |
| 3       | Ferrari          | 44     |
| 4       | Benetton-Ford    | 19     |
| 5       | Tyrrell-Ford     | 12     |
| Fontes: |                  |        |

- Nota: Somente as primeiras cinco posições estão listadas e a campeã mundial de construtores surge grafada em negrito. Entre 1981 e 1990 cada piloto podia computar onze resultados válidos por temporada não havendo descartes no mundial de construtores.